# Fleischmann
Gebr. Fleischmann GmbH (Фляйшманн) — немецкая фирма-производитель игрушек, в настоящее время наиболее известная своими товарами железнодорожного моделизма, выпускающимися с 1938 года (сама фирма основана в 1887 году Жаном Фляйшманном).
Fleischmann выпускает модели в масштабах «H0» (с 1952), «0» (с 1938 по 1959) и «N» (с 1969). Штаб-квартира Fleischmann располагается в г. Хайльсбронн под Нюрнбергом.